# Jo Woo-ri
Jo Woo-ri, née le 29 mars 1992, est une actrice sud-coréenne. Elle a joué dans des séries télévisées telles que Modern Farmer en 2014, Descendants of the Sun en 2016 ou encore My ID Is Gangnam Beauty en 2018.

## Biographie
Elle a étudié le théâtre à Séoul, à l'Université privée Chung-Ang, dans la section Théâtre et Cinéma. Elle est représentée par l'agence coréenne KeyEast.

## Filmographie

### Télévision
- 2011 : Real School : Seo Kyung-jong
- 2012 : Drama Special - The Brightest Moment in Life : Friend of Se-yeon
- 2012 : Can Love Become Money : Young Yoon Da-ran
- 2012 : Drama Special - Friendly Criminal : Young Yeong-hwa
- 2012 : Jeon Woo-chi : Sol-mi
- 2013 : Drama Special - Sirius : So-ri
- 2013 : Pure Love : Go Da-bi
- 2013 : Medical Top Team : Yeo Min-ji
- 2014 : Modern Farmer : Hwang I-ji
- 2015 : A Daughter Just Like You : So Jeong-i
- 2016 : Descendants of the Sun : Jang Hee-eun
- 2017 : Witch at Court : Jin Yeon-hee
- 2017 : Two Cops : Min-ah
- 2018 : Queen of Mystery 2 : Yoon Mi-joo
- 2018 : Welcome to Waikiki : Kim Seon-woo (Cameo)
- 2018 : My ID Is Gangnam Beauty : Hyun Soo-ah
- 2018 : Life on Mars : Jung-hee (Cameo)